# Heather Hooters
Heather Hooters (Portage, Míchigan; 12 de septiembre de 1971) es una actriz pornográfica y modelo erótica estadounidense.

## Biografía
Heather Hooters nació y creció en Portage, Míchigan. Después de graduarse de la secundaria Heather Hooters comenzó a desnudarse en los clubes locales y poco después obtuvo sus implantes de senos. Aunque principalmente fue una desnudista, Heather también ha aparecido en diversas revistas a finales de los noventa. Fue elegida "Miss Bubble Butt" en 1995. Ella se convirtió en una popular bailarina erótica y comenzó a recorrer los EE. UU. y Alemania principalmente, y con apariciones en la revista Score. También participó en dos "Boob Cruises" (1997 y 1998), los cuales son considerados los mejores cruceros de la empresa Score, precisamente por la participación de esta bailarina. Además Heather Hooters es considerada una de las mejores modelos del sector "Big Boobs".
En el año 2000 se retiró del modelaje y el baile, aunque en el 2006 retorno con un especial para la revista SCORE y últimamente están apareciendo nuevos videos en la página Scorevideos.

## Filmografía
- Score Classics (2005)
- Boob Cruise Paradise (2004)
- Boob Cruise Babes (2004)
- Boob Cruise Babes Volume 2 (1999)
- Boob Cruise '98 (1998)
- Boob Cruise '98 After Hours (1998)
- Score Xtra 1 (1998)
- Ben Dover Does the Boob Cruise (1997)
- Boob Cruise '97 (1997)

## Pictorials
- "Score" (USA) April 2001, Vol. 10, Iss. 4, pg. 76-77, "Score Sweet Sixteen: Heather Hooters"
- "Score" (USA) 	June 2000, Vol. 9, Iss. 6, pg. 44-49, "At Home With Heather Hooters"
- "Gent" (USA) 	April 2000, Vol. 42, Iss. 4, pg. 119-127, "Heather: Blonde Tit Banger!"
- "Score" (France) 	March 1999, Iss. 33, pg. 17-23, "Une Dame Au Salon... Une Pute Dans La Chambre À Coucher! Votre Mere Adorerait Heather Hooters...Et Vous Aussi!"
- "Score" (USA) 	February 1999, Vol. 8, Iss. 2, pg. 57-63, "A Lady in the Parlor...A Whore in the Bedroom! Your Mom Will Love Heather Hooters...And So Will You!"
- "Score" (USA) 	November 1998, Vol. 7, Iss. 11, pg. 6-11, "Heather Hooters"
- "Honey Cups" (USA) 	February 1998, Vol. 1, Iss. 3, pg. 8-13, "Heather Hooters"
- "Score" (USA) 	September 1997, Vol. 6, Iss. 9, pg. 13-17, "Heather Hooters: Caught in the Act"
- "Score" (USA) 	June 1997, Vol. 6, Iss. 6, pg. 46-53, "Alyssa & Heather: This is what friends are for."
- "Busty Beauties" (USA) 	April 1997, Vol. 9, Iss. 7, pg. 11-17, by: Parker Haldane, "Heather Hooters: Fantasy Whirl"
- "Score" (USA) 	1997, Vol. 6, Iss. 11, pg. 18-19, "Heather"
- "The Very Best of Score" (USA) 	1997, Iss. 13, pg. 52-57, "Heather: May all of your school-girl fantasies cum true!"
- "Swank's D-Cup" (USA) 	September 1996, pg. 86-91, "Heather Hooters: Those luscious, pink-nippled boobs!"
- "Bust Out!" (USA) 	September 1996, Vol. 11, Iss. 6, pg. 78-81, "On Stage: Heather Hooters"
- "Score" (USA) 	August 1996, Vol. 5, Iss. 8, pg. 90-97, "Heather: May all of your school-girl fantasies cum true!"
- "Leg Show" (USA) 	February 1996, Vol. 13, Iss. 10, pg. 68-75, "Bending The Rules"
- "Big Tops" (USA) 	December 1995, Vol. 5, Iss. 3, pg. 14-21, "Heather Takes a Hike"
- "Juggs" (USA) 	October 1994, Vol. 13, Iss. 12, pg. 52-59, "Heather Hooters: Three Cheers..."
- "Leg Show" (USA) 	July 1994, Vol. 12, Iss. 7, pg. 60-67, "Butting In: Heather Hooters"
- "Bust Out!" (USA) 	December 1993, Vol. 8, Iss. 7, pg. 82-87, "Rising Star: Heather Hooters: 55 EE-21-31"
- "Bust Out!" (USA) 	October 1993, Vol. 8, Iss. 5, pg. 24-27, "On Stage...Heather Hooters"